# Едуард Колрауш
Едуард Колрауш е германски юрист от първата половина на ХХ век. Ярък привърженик на социалната държава и социализацията на правото, под влияние на Франц фон Лист, основава и ръководи германската социологическа („модерна“) школа по наказателно право, като професор в Берлинския университет от 1899 г., като е с основна заслуга за развитието на тази пеналистична школа. Доктор хонорис кауза на Софийския университет от 1939 г., като званието му е безпрецедентно отнето с решение на Академичния съвет от 2020 г., по повод писмо от Леа Коен. 
Фамилията Колрауш е известна, като прадядо му Фридрих Колрауш е известен немски педагог и историк, дядо му Едуард Колрауш и баща му Вилхелм Колрауш са видни немски физици.
Кариерата му на университетски преподавател започва през 1902 г. с хабилитация при Карл фон Лилиентал в Хайделбергския университет, след което от 1906 г. е професор по наказателно право в Кьонигсбергския университет, а от 1913 г. и в Страсбургския университет.
След края на Първата световна война, от 1 януари 1919 г. наследява стола на Франц фон Лист в Хумболтовия университет, ръководейки на практика цялата германска пеналистична наука посредством изданието „Zeitschrift für die gesamte Strafrechtswissenschaft“ (ZStW) и „Международната криминалистическа асоциация“ (IKV) с германската ѝ секция.
Колрауш е водещ в движението за реформа на наказателното право, основано от Франц фон Лист през годините на Ваймарската република. Той е и най-последователният догматик по наказателно право. Методически, като кантианец, близък до югозападната германска философия на ценностите, за разлика от натуралистичния монизъм на Франц фон Лист, той застъпва принципния дуализъм на битието с необходимостта, на основата на причинно-следствения подход към наказанието. На тази основа той е автор на няколко изследвания на систематиката и нормативността на понятието за вина, както и на проблема с престъпното приписване. Докторската му дисертация е на тема „Грешка и концепция за вина в наказателното право“ (1903).
Избирането на Адолф Хитлер за министър-председател на Райха го заварва като ректор на Берлинския университет през 1932/33 г. През май 1933 г. подава оставката си като ректор, в знак на протест срещу произволната политическа намеса в академичната автономия. Независимо от това, като пеналист и доктринер, той се ползва като безспорен авторитет по времето на Третия Райх. Автор е на редица критични материали за законодателството и съдебната практика в Третия Райх.
Присъединява се към Националсоциалистическата асоциация на юристите и е член на Академията за германско право.
След края на Втората световна война, в съветската окупационна зона, Колрауш е назначен за временен декан на Юридическия факултет на Берлинския университет – като ръководител на катедрата по наказателно право. Същата година е приет за член на Пруската академия на науките, която пак през 1946 г. е преименувана в Академия на науките на Германската демократична република. През февруари 1947 г. е образувана политическа комисия за разследване на дейността му през националсоциалистическия период, която основно разглежда неговите публикации за Нюрнбергските закони. Комисията не завършва дейността си с някакъв акт, поради междувременната смърт на Колрауш, което не пречи на Академичния съвет на Софийския университет да го лиши от почетното научно звание „доктор хонорис кауза на правните науки“. 